# Antonin Perbosc
Antonin Perbosc (Labarthe, Francia 1861 - Montauban 1944) fue un gramático y escritor occitano. Pedagogo y bibliotecario, era amigo de Jean Jaurès e influido por el parnasianismo.
Contribuyó como lingüista a depurar la lengua occitana y a restituirle su grafía clásica. El 1889 publicó un artículo en la revista Mount Segur propuso la tesis de la unificación lingüística. Con esta idea, junto con Prosper Estieu (1860-1939) fundarían el 1904 la Escuela Occitana, aunque no entraría en funcionamiento hasta 1919, y hasta el 1920 no publicarían el primer boceto de gramática occitana unificada, basada en la lengua de los trovadores, aunque sólo con proyección en Toulouse y el Languedoc. A la vez, tuvieron que enfrentarse, de una parte, con el mistralismo a ultranza de los provenzales Pèire Devoluy y Suly-Andrièu Peyre, y con la gascona Escolo Gaston Febo, que tenía ideas propias sobre la gramática.
Como escritor, compuso poesía, abundosa y serena, con un lenguaje magnífico, apoyado en la tradición popular. Partiendo de la temática del Félibrige, transforma la ideología y crea una cosmogonía propia. Sus búsquedas etnográficas le hacen adoptar un tono familiar que patentiza su ilusión ante el mundo y la vida con versos de una riqueza y una plasticidad extraordinarias.

## Obra
- Remembransas (1902)
- Lo got occitan (1903)
- Fòc nòu (1904)[1]
- L'arada (1906)
- Guilhem de Toloza (1908)
- Lo libre dels ausèls (1924)
- Psophos (1925),
- Les langues de France à l’école (1926) estudi
- Second libre dels ausèls (1930)
- Fablèls (1936)
- Lo libre del campèstre